# Västra Karaby och Dagstorps församling
Västra Karaby och Dagstorps församling var en församling i V Karaby, Dagstorp och Hofterup pastorat i Frosta-Rönnebergs kontrakt i Lunds stift. Församlingen låg i Kävlinge kommun i Skåne län. Församlingen uppgick 2022 i Dösjebro församling.

## Administrativ historik
Församlingen bildades 2016 genom sammanläggning av Dagstorps församling och Västra Karaby församling och ingår sedan dess med Hofterups församling i V Karaby, Dagstorp och Hofterup pastorat. Församlingen uppgick 2022 i Dösjebro församling.

## Kyrkobyggnader
- Västra Karaby kyrka
- Dagstorps kyrka